# Église Saint-Marcellin de Bressolles
Pour les articles homonymes, voir Église Saint-Marcellin.
L'église Saint-Marcellin de Bressolles, est une église située à Bressolles dans l'Ain en France.

## Histoire
L'église était d'abord dédiée à saint Marcellin et à saint Paul ; depuis le XVIIe siècle elle est dédiée au seul saint Marcellin. Plusieurs mentions moyenâgeuses évoquent l'église de Bressolles sans certitude quant à son emplacement. En 1613, monseigneur Denis-Simon de Marquemont visite l'église qui est alors en bon état. Elle est par la suite largement détruite lors de la Révolution française et n'est que peu entretenue par la suite ce qui justifie sa presque entière reconstruction au XIXe siècle.
L'église connait deux restaurations contemporaines : 1977 (abaissement du clocher) et 1991 (intérieur).

## Description

### Intérieur
Un coffret aux saintes huiles datant de la fin du XVIIIe siècle fait l'objet d'un classement à la Base Palissy depuis octobre 2011.